# Fernando López de Cárdenas
Fernando José López de Cárdenas (Priego de Córdoba, 1719-Montoro, 1786) fue un sacerdote y naturalista español.

## Biografía
Nacido el 16 de abril de 1719 en Priego de Córdoba, fue descubridor, en la década de 1780, de las pinturas rupestres de Peña Escrita y la Batanera, en Sierra Morena. López de Cárdenas, que además de material botánico también recogió fósiles, falleció el 8 de julio de 1786 en Montoro.